# گنو پتریاشویلی
گنو پتریاشویلی (به گرجی: გენო პეტრიაშვილი، زادهٔ ۱ آوریل ۱۹۹۴) کشتی‌گیر اهل گرجستان در دستهٔ فوق سنگین‌وزن کشتی آزاد است.
پتریاشویلی با ۱۹ مدال طلا، ۹ نقره و ۱۲ برنز، یکی از پر افتخارترین کشتی گیران آزاد کار جهان است و برندهٔ مدال طلا المپیک ۲۰۲۴ پاریس، مدال نقره المپیک ۲۰۲۰ توکیو و مدال برنز المپیک ۲۰۱۶ ریو است.
پتریاشویلی همچنین قهرمان کشتی جهان در سه دورهٔ پیاپی ۲۰۱۷، ۲۰۱۸ و ۲۰۱۹ است. قهرمانی زیر ۲۳ سال جهان و قهرمانی اروپا در سال‌های ۲۰۱۶ و ۲۰۲۰ از دیگر افتخارات این کشتی‌گیر گرجی است.
وی در لیگ برتر کشتی آزاد ایران در تیم‌های ایزی پایپ کاشان و اترک بجنورد حضور داشته است.

## فعالیت حرفه‌ای

### المپیک ۲۰۱۶ ریو
پتریاشویلی در سال ۲۰۱۶ میلادی در المپیک ریو در وزن ۱۲۵ کیلوگرم کشتی آزاد حاضر بود که در دور اول و دوم دیمیتار کومچر از بلغارستان و آلن زاسایف از اوکراین را شکست داد اما در دور بعد به کمیل قاسمی کشتی‌گیر ایرانی باخت و با توجه به حضور این کشتی‌گیر در فینال، به دیدار شانس مجدد رفت. او در اولین دیدار خود در مرحله شانس مجدد کوری یارویس از کانادا را شکست داد و به دیدار رده‌بندی راه یافت. وی در این دیدار ترول دلاگنف از آمریکا را شکست داد و به مدال برنز رسید.

### قهرمانی جهان ۲۰۱۷
پتریاشویلی در وزن ۱۲۵ کیلوگرم کشتی آزاد مسابقات قهرمانی کشتی جهان ۲۰۱۷ پاریس حاضر بود که آنزور خیزریف کشتی‌گیر روسی، کوری یارویس کشتی‌گیر کانادایی و لوان بریانیدزه کشتی‌گیر ارمنستانی را شکست داد و به فینال رسید. وی در فینال و در یک دیدار نزدیک طاها آکگل قهرمان المپیک ۲۰۱۶ ریو از ترکیه را شکست داد و مدال طلا وزن ۱۲۵ کیلوگرم را به‌دست‌آورد.

### قهرمانی جهان ۲۰۱۸
پتریاشویلی در وزن ۱۲۵ کیلوگرم کشتی آزاد مسابقات قهرمانی کشتی جهان ۲۰۱۸ بوداپست حاضر بود که دنیل لیگتی کشتی‌گیر مجارستانی، آنزور خیزریف کشتی‌گیر روسی و پرویز هادی کشتی‌گیر ایرانی را شکست داد و به فینال رسید. وی در فینال ژیوی دنگ از چین را شکست داد و مدال طلا وزن ۱۲۵ کیلوگرم را برای بار دوم به‌دست‌آورد.

### قهرمانی جهان ۲۰۱۹
پتریاشویلی در وزن ۱۲۵ کیلوگرم کشتی آزاد مسابقات قهرمانی کشتی جهان ۲۰۱۹ نورسلطان حاضر بود که اگزون شهلا از کوزوو، بادژا خوتابا از سوریه و اولکساندر خوتسیانیفسکی از اوکراین را شکست داد و به دیدار پایانی رسید و در این رقابت، طاها آکگل از ترکیه را شکست داد و مدال طلا وزن ۱۲۵ کیلوگرم را به‌دست‌آورد.

### المپیک ۲۰۲۰ توکیو
گنو پتریاشویلی در بازی‌های المپیک تابستانی ۲۰۲۰ توکیو در وزن ۱۲۵ کیلوگرم کشتی آزاد حضور داشت. او در دور اول ضیاءالدین کمال از مصر را با نتیجه ۱۱ بر صفر شکست داد. در دور دوم حریف او ژیوی دنگ نایب قهرمان جهان در سال ۲۰۱۸ بود که با نتیجه ۵ بر ۲ او را شکست داد و به نیمه نهایی رسید. در نیمه نهایی حریف او امیرحسین زارع کشتی‌گیر جوان ایرانی بود که توانست با نتیجه ۶ بر ۳ او راشکست بدهد و به فینال برسد. در فینال حریف او گیبل استیوسون کشتی‌گیر شگفتی ساز آمریکایی بود که در حالیه تا ۲ ثانیه مانده به اتمام کشتی پیش بود ۲ امتیاز از دست داد و با نتیجه ۹ بر ۸ شکست خورد و به مدال نقره بسنده کرد.

### قهرمانی کشتی جهان ۲۰۲۱
پتریاشویلی در وزن ۱۲۵ کیلوگرم کشتی آزاد قهرمانی کشتی جهان ۲۰۲۱ اسلو شرکت کرد، او در این مسابقات مونختورین لخاگواگرل از مغولستان، یوهانس لودچر از اتریش و اولگ بولتین از قزاقستان را شکست داد و به فینال رسید. وی در دیدار نهایی به امیرحسین زارع از ایران باخت و به مدال نقره رسید.

### قهرمانی کشتی جهان ۲۰۲۲
پتریاشویلی در وزن ۱۲۵ کیلوگرم کشتی آزاد قهرمانی کشتی جهان ۲۰۲۲ بلگراد شرکت کرد، او در مسابقه‌های اول و دوم دینش دانکار از هند و هایدن زیلمر از آمریکا را شکست داد اما در نیمه نهایی به مونختورین لخاگواگرل از مغولستان باخت و به دیدار رده‌بندی رفت. وی در دیدار رده‌بندی اولگ بولتین از قزاقستان را شکست داد و مدال برنز را به‌دست‌آورد.

### قهرمانی کشتی جهان ۲۰۲۳
پتریاشویلی در وزن ۱۲۵ کیلوگرم کشتی آزاد قهرمانی کشتی جهان ۲۰۲۳ بلگراد شرکت کرد، او در این مسابقات سو بالی از کامبوج، عبدالله کوربانوف از روسیه، روبرت باران از لهستان و میسون پاریس از آمریکا را شکست داد و به فینال رسید. وی در دیدار نهایی به امیرحسین زارع از ایران باخت و به مدال نقره رسید.

### المپیک ۲۰۲۴ پاریس
پتریاشویلی در وزن ۱۲۵ کیلوگرم کشتی آزاد المپیک ۲۰۲۴ پاریس شرکت کرد، او در این مسابقات اولکساندر خوتسیانیفسکی از اوکراین، روبرت باران از لهستان، گئورگی مشویلدیشویلی از آذربایجان را شکست داد و به فینال رسید. وی در دیدار نهایی از امیرحسین زارع از ایران برد و مدال طلا را به دست آورد.

## حواشی
گنو پتریاشویلی در مسابقه فینال وزن ۱۲۵ کیلوگرم قهرمانی کشتی جهان ۲۰۲۳ بلگراد در حین مسابقه به صورت امیر حسین زارع کشتی‌گیر ایرانی ضربه سیلی زد و از داور ۱ اخطار گرفت و ۱ امتیاز به سود امیرحسین زارع شد او در پایان مسابقه پس از شکست در برابر زارع از او عذر خواهی کرد.
بعد از کشتی پرحاشیه پتریاشویلی و امیرحسین زارع در فینال وزن ۱۲۵ کیلوگرم کشتی آزاد المپیک ۲۰۲۴ که منجر به از دست رفتن مدال طلای سنگین‌وزن کشتی آزاد المپیک برای کاروان ایران شد، بار دیگر تعداد زیادی از شهروندان ایران به صفحه اینستاگرام پتریاشویلی هجوم بردند و ظرف کمتر از ۲۴ ساعت، نزدیک به ۲۰۰ هزار کامنت انتقادی و توهین‌آمیز علیه او به انتشار رسید. 
حرکت تاجگذاری نمادین او پس از پیروزی مقابل امیرحسین زارع به مزاج طرفداران زارع خوش نیامد و آن را رفتار زشت خواندند.
وی که از پیشکسوتان و یکی از پر افتخارترین کشتی‌گیرهای آزادکار سنگین‌وزن است، و حرکت نمادین تاجگذاری امیر حسین زارع در دفعات پیشین به عنوان خاطره ای تلخ به یاد او مانده بود که در این بازی رنجش خود را بصورت تلافی ابراز کرد.